# Roger Nordlund

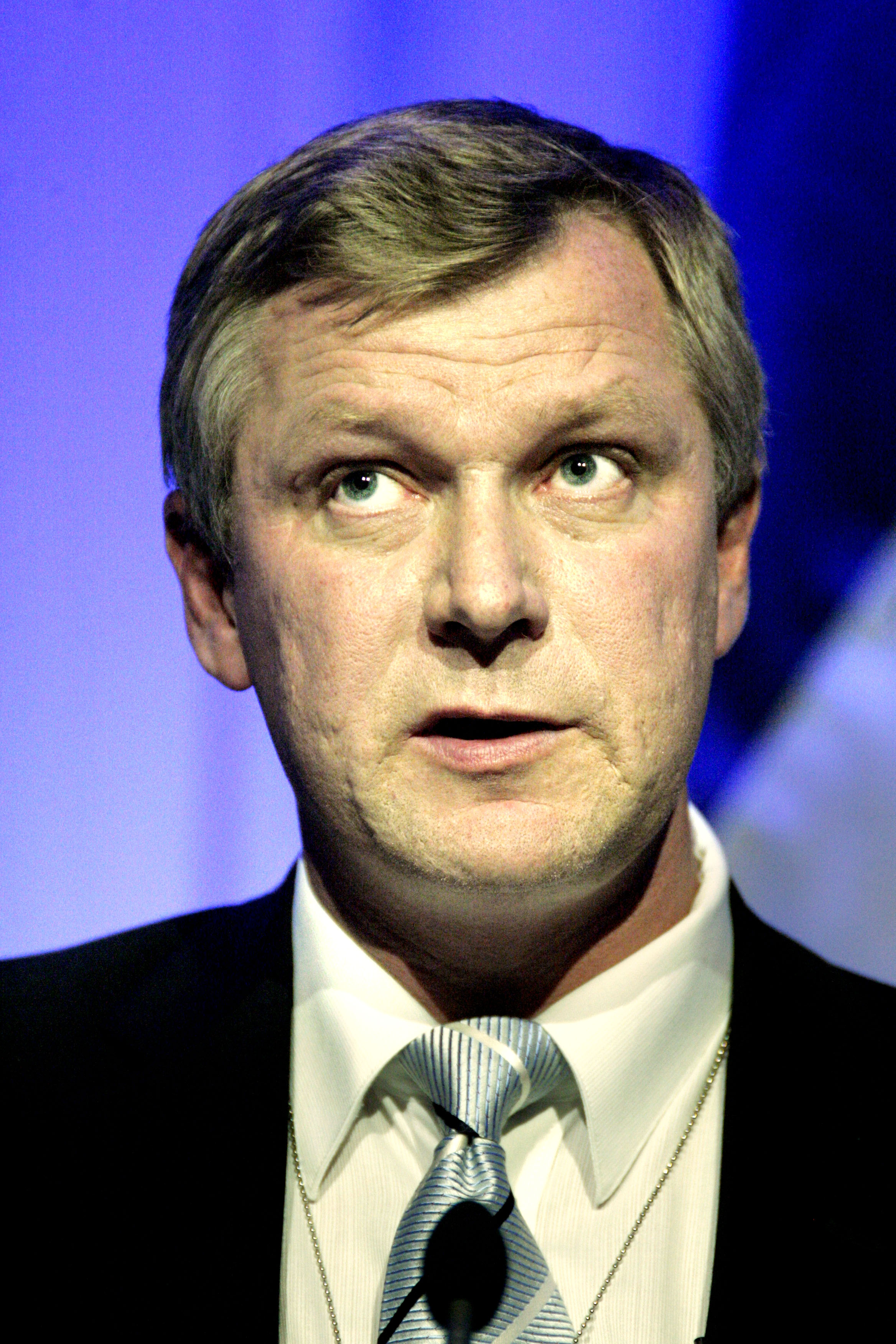
Roger Nordlund

Roger Nordlund (* 19. November 1957) ist ein åländischer Politiker und saß in den Jahren 1986 bis 1987 sowie von 1997 bis 2007 dem Åländsk Center vor.
In den Jahren 1995 bis 1999 war er stellvertretender Regierungspräsident. Danach war er von 1999 bis 2007 der Lantråd der finnischen Provinz Åland. Von 2007 bis 2011 und von 2019 bis 2020 war er Parlamentspräsident des Lagting, des åländischen Parlaments.